# بيلي ريد (لاعب كرة قدم مواليد 1938)
بيلي ريد (بالإنجليزية: Billy Reid)‏ هو لاعب كرة قدم بريطاني، ولد في 31 مارس 1938 في ماذرويل ‏ في المملكة المتحدة، وتوفي في 20 يوليو 2021.